# Csodatévé
A Csodatévé, a TV2-s szinkronban Strucc Tv (eredeti cím: Channel Umptee-3) egy 1997-ben indult 2D-s amerikai televíziós rajzfilmsorozat, amelynek alkotói Chris Headrick és Jun Durwich voltak.

## Történet
A sorozat 3 jóbarát kalandjait mutatja be: Ogden, a strucc, Sheldon, a csiga, és Holey, a vakond. Ők közösen vezetik a Csodatévé nevű csatornát, melyben próbálják a nézőknek bemutatni a világ csodálatos dolgait. Ezt próbálja tönkretenni a gonosz dobozgyártó, Stickly Rickets, aki dobozba akarja zárni az egész csatornát és mindent elkövet, hogy embereivel tönkretegye őket, ám a csapat nem hagyja magát.

## Szereplők
| Szereplő                     | Eredeti hang    | Magyar hang                    | Magyar hang                         | Leírás |
| Szereplő                     | Eredeti hang    | 1. magyar szinkron (TV2, 2001) | 2. magyar szinkron (RTL Klub, 2008) | Leírás |
| ---------------------------- | --------------- | ------------------------------ | ----------------------------------- | ------ |
| Ogden                        | Rob Paulsen     | Lippai László                  | Magyar Bálint                       |        |
| Sheldon                      | David Paymer    | Mikula Sándor                  | Maday Gábor                         |        |
| Holey                        | nem szólal meg  | nem szólal meg                 | nem szólal meg                      |        |
| Edwin I. Relevant professzor | Greg Burson     | N/A                            | Barbinek Péter                      |        |
| Stickley Rickets             | Jonathan Harris | Forgács Gábor                  | Rudas István                        |        |
| Pandora Rickets              | Alice Ghostley  | Kassai Ilona                   | Kassai Ilona                        |        |
| Bud                          | Gregg Berger    | N/A                            | Orosz István                        |        |
| Ed                           | Neil Ross       | Rosta Sándor                   | Forgács Gábor                       |        |
| TV-bemondó                   | Neil Ross       | N/A                            | N/A                                 |        |
| Polly                        | Susan Silo      | N/A                            | N/A                                 |        |

## Epizódok
| #  | Magyar cím (RTL Klub)   | Eredeti cím             | Eredeti premier    | Téma                        |
| -- | ----------------------- | ----------------------- | ------------------ | --------------------------- |
| 1  | "Zenebona"              | "The Music Show"        | 1997. október 25.  | Zene                        |
| 2  | "És mégis mozog a Föld" | "Umptee Sunrise"        | 1997. november 1.  | A nap                       |
| 3  | "UFO lesen"             | "The U.F.O. Show"       | 1997. november 8.  | UFO-k és földön kívüli élet |
| 4  | "Ki nevet a végén?"     | "What’s So Funny"       | 1997. november 15. | Nevetés és humor            |
| 5  | "Az idő kereke"         | "The Now Voyagers"      | 1997. november 22. | Idő                         |
| 6  | "Az éltető víz"         | "Just Add Water"        | 1997. december 6.  | Víz                         |
| 7  | "Álmok és rémálmok"     | "Perchance to Dream"    | 1997. december 19. | Alvás és az álom            |
| 8  | "A pénz nem boldogít"   | "Sale of the Century"   | 1998. január 2.    | Pénz                        |
| 9  | "Félelmeink"            | "The Fear Show"         | 1998. január 9.    | Félelem                     |
| 10 | "Az időjárás"           | "The Weather Show"      | 1998. január 16.   | Időjárás                    |
| 11 | "Enyém, tied, övé"      | "Yours, Mine, and Ours" | 1998. február 6.   | Tulajdon                    |
| 12 | "Füllentések"           | "The Lying Show"        | 1998. február 13.  | Igazság és hazugság         |
| 13 | "Játék a szavakkal"     | "Words Are Weird"       | 1998. február 20.  | Szavak                      |